# Cattedrali in Italia
Questa è una lista di cattedrali in Italia.

## Lista

### Chiesa cattolica

#### Cattedrali attuali
Si contano 227 cattedrali:
| Città                    | Cattedrale                                                  | Diocesi                                        | Provincia             | Regione               | Costruzione                                       | Note                                                                       | Immagine |
| ------------------------ | ----------------------------------------------------------- | ---------------------------------------------- | --------------------- | --------------------- | ------------------------------------------------- | -------------------------------------------------------------------------- | -------- |
| Acerenza                 | Santa Maria Assunta e San Canio Vescovo                     | Acerenza                                       | Potenza               | Basilicata            | dal 1080                                          | Basilica minore                                                            |          |
| Acerra                   | Santa Maria Assunta                                         | Acerra                                         | Napoli                | Campania              | restauro XIX secolo                               |                                                                            |          |
| Acireale                 | Maria Santissima Annunziata                                 | Acireale                                       | Catania               | Sicilia               | 1597-1618                                         | Basilica minore                                                            |          |
| Acqui Terme              | Santa Maria Assunta                                         | Acqui                                          | Alessandria           | Piemonte              | X-XI secolo                                       |                                                                            |          |
| Adria                    | Santi Pietro e Paolo                                        | Adria-Rovigo                                   | Rovigo                | Veneto                | XVIII secolo                                      |                                                                            |          |
| Agrigento                | San Gerlando                                                | Agrigento                                      | Agrigento             | Sicilia               |                                                   | Basilica minore                                                            |          |
| Alba                     | San Lorenzo                                                 | Alba                                           | Cuneo                 | Piemonte              |                                                   |                                                                            |          |
| Albano Laziale           | San Pancrazio Martire                                       | Albano                                         | Roma                  | Lazio                 | restauro 1721                                     | Basilica minore                                                            |          |
| Albenga                  | San Michele Arcangelo                                       | Albenga-Imperia                                | Savona                | Liguria               | dal 1100                                          |                                                                            |          |
| Ales                     | Santi Pietro e Paolo                                        | Ales-Terralba                                  | Oristano              | Sardegna              |                                                   |                                                                            |          |
| Alessandria              | Santi Pietro e Marco                                        | Alessandria                                    | Alessandria           | Piemonte              |                                                   |                                                                            |          |
| Alghero                  | Beata Maria Vergine Immaculata Concezione                   | Alghero-Bosa                                   | Sassari               | Sardegna              | 1530-1593                                         |                                                                            |          |
| Alife                    | Santa Maria Assunta                                         | Alife-Caiazzo                                  | Caserta               | Campania              | Riapertura 1692                                   |                                                                            |          |
| Altamura                 | Santa Maria Assunta                                         | Altamura-Gravina-Acquaviva delle Fonti         | Bari                  | Puglia                | dal 1232                                          |                                                                            |          |
| Amalfi                   | Sant'Andrea Apostolo                                        | Amalfi-Cava de' Tirreni                        | Salerno               | Campania              | dal 1203                                          |                                                                            |          |
| Anagni                   | Maria Santissima Annunziata                                 | Anagni-Alatri                                  | Frosinone             | Lazio                 | 1072-1104                                         | Basilica minore                                                            |          |
| Ancona                   | San Ciriaco                                                 | Ancona-Osimo                                   | Ancona                | Marche                | 996-1017                                          | Basilica minore                                                            |          |
| Andria                   | Santa Maria Assunta                                         | Andria                                         | Barletta-Andria-Trani | Puglia                | XIV secolo                                        |                                                                            |          |
| Aosta                    | San Giovanni Battista                                       | Aosta                                          |                       | Val d'Aosta           | XI secolo, restauro dal 1848                      |                                                                            |          |
| Arezzo                   | Santi Donato e Pietro                                       | Arezzo-Cortona-Sansepolcro                     | Arezzo                | Toscana               | 1278-1511                                         |                                                                            |          |
| Ariano Irpino            | Santa Maria Assunta                                         | Ariano Irpino-Lacedonia                        | Avellino              | Campania              | X secolo, restauro del XV secolo                  | Basilica minore                                                            |          |
| Ascoli Piceno            | Santa Maria Madre di Dio e Sant'Emidio                      | Ascoli Piceno                                  | Ascoli Piceno         | Marche                | V secolo-1539                                     | Basilica minore                                                            |          |
| Assisi                   | San Rufino                                                  | Assisi-Nocera Umbra-Gualdo Tadino              | Perugia               | Umbria                | 1140-1253                                         | Patrimonio dell'umanità                                                    |          |
| Asti                     | Santa Maria Assunta                                         | Asti                                           | Asti                  | Piemonte              | 1266-1470                                         |                                                                            |          |
| Avellino                 | Santa Maria Assunta                                         | Avellino                                       | Avellino              | Campania              |                                                   |                                                                            |          |
| Aversa                   | San Paolo Apostolo                                          | Aversa                                         | Caserta               | Campania              | 1053                                              |                                                                            |          |
| Avezzano                 | San Bartolomeo Apostolo                                     | Avezzano                                       | L'Aquila              | Abruzzo               | XX secolo                                         |                                                                            |          |
| Bari                     | San Sabino                                                  | Bari-Bitonto                                   | Bari                  | Puglia                | XI-XII secolo                                     | Basilica minore                                                            |          |
| Belluno                  | San Martino                                                 | Belluno-Feltre                                 | Belluno               | Veneto                |                                                   | Basilica minore                                                            |          |
| Benevento                | Maria Santissima Assunta in Cielo                           | Benevento                                      | Benevento             | Campania              | VII secolo, completamento 1960                    |                                                                            |          |
| Bergamo                  | Sant'Alessandro                                             | Bergamo                                        | Bergamo               | Lombardia             |                                                   | Basilica minore                                                            |          |
| Biella                   | Santo Stefano                                               | Biella                                         | Biella                | Piemonte              |                                                   |                                                                            |          |
| Bologna                  | San Pietro Apostolo                                         | Bologna                                        | Bologna               | Emilia-Romagna        | dal 1390                                          | Basilica minore                                                            |          |
| Brescia                  | Santa Maria Assunta e Santi Pietro e Paolo                  | Brescia                                        | Brescia               | Lombardia             | 1610-1825                                         |                                                                            |          |
| Bressanone               | Santa Maria Assunta e San Cassiano                          | Bolzano-Bressanone                             | Bolzano               | Trentino-Alto Adige   | X secolo-1754                                     | Basilica minore                                                            |          |
| Brindisi                 | Visitazione e San Giovanni Battista                         | Brindisi-Ostuni                                | Brindisi              | Puglia                | consacrazione 1143                                | Basilica minore                                                            |          |
| Cagliari                 | Santa Maria di Castello                                     | Cagliari                                       | Cagliari              | Sardegna              | XVIII secolo-1933                                 |                                                                            |          |
| Caltagirone              | San Giuliano                                                | Caltagirone                                    | Catania               | Sicilia               |                                                   | Basilica minore, Patrimonio dell'umanità                                   |          |
| Caltanissetta            | Santa Maria La Nova                                         | Caltanissetta                                  | Caltanissetta         | Sicilia               | 1560-1620                                         |                                                                            |          |
| Camerino                 | Santissima Annunziata                                       | Camerino-San Severino Marche                   | Macerata              | Marche                | ricostruzione XIX secolo                          | Basilica minore                                                            |          |
| Campobasso               | Santissima Trinità                                          | Campobasso-Boiano                              | Campobasso            | Molise                |                                                   |                                                                            |          |
| Capua                    | Maria Santissima Assunta in Cielo                           | Capua                                          | Caserta               | Campania              |                                                   | Basilica minore                                                            |          |
| Carpi                    | Santa Maria Assunta                                         | Carpi                                          | Modena                | Emilia-Romagna        |                                                   | Basilica minore                                                            |          |
| Casale Monferrato        | Sant'Evasio e San Lorenzo                                   | Casale Monferrato                              | Alessandria           | Piemonte              | dal 1215                                          |                                                                            |          |
| Caserta                  | San Michele Arcangelo                                       | Caserta                                        | Caserta               | Campania              |                                                   |                                                                            |          |
| Cassano all'Ionio        | Natività della Beata Vergine Maria                          | Cassano all'Jonio                              | Cosenza               | Calabria              |                                                   | Basilica minore                                                            |          |
| Cassino                  | Santa Maria Assunta e San Benedetto abate                   | Montecassino                                   | Frosinone             | Lazio                 | dal 1349                                          | Basilica minore, Abbazia territoriale                                      |          |
| Castellaneta             | Cattedrale di Castellaneta                                  | Castellaneta                                   | Taranto               | Puglia                |                                                   |                                                                            |          |
| Catania                  | Santa Agata                                                 | Catania                                        | Catania               | Sicilia               | dal 1709                                          | Basilica minore, Patrimonio dell'umanità                                   |          |
| Catanzaro                | Santa Maria Assunta                                         | Catanzaro-Squillace                            | Catanzaro             | Calabria              |                                                   |                                                                            |          |
| Cava de' Tirreni         | Santissima Trinità                                          | Cava de' Tirreni                               | Salerno               | Campania              | restauro XVI secolo                               | Abbazia territoriale                                                       |          |
| Cefalù                   | Santissimo Salvatore della Trasfigurazione                  | Cefalù                                         | Palermo               | Sicilia               | dal 1131                                          | Basilica minore, Patrimonio dell'umanità                                   |          |
| Cerignola                | San Pietro Apostolo                                         | Cerignola-Ascoli Satriano                      | Foggia                | Puglia                | 1873-1934                                         | Basilica minore                                                            |          |
| Cerreto Sannita          | Santissima Trinità e Beata Vergine Maria Madre della Chiesa | Cerreto Sannita-Telese-Sant'Agata de' Goti     | Benevento             | Campania              | 1690-1736                                         |                                                                            |          |
| Cesena                   | San Giovanni Battista                                       | Cesena-Sarsina                                 | Forlì-Cesena          | Emilia-Romagna        | dal 1385                                          | Basilica minore                                                            |          |
| Chiavari                 | Nostra Signora dell'Orto                                    | Chiavari                                       | Genova                | Liguria               |                                                   | Basilica minore                                                            |          |
| Chieti                   | Cattedrale di San Giustino                                  | Chieti-Vasto                                   | Chieti                | Abruzzo               | dal XIII secolo                                   |                                                                            |          |
| Chioggia                 | Santa Maria Assunta                                         | Chioggia                                       | Venezia               | Veneto                | ricostruzione 1623-1674                           |                                                                            |          |
| Chiusure                 | Santa Maria di Monte Oliveto Maggiore                       | Monte Oliveto Maggiore                         | Siena                 | Toscana               |                                                   | Abbazia territoriale                                                       |          |
| Città di Castello        | Santi Florido e Amanzio                                     | Città di Castello                              | Perugia               | Umbria                |                                                   | Basilica minore                                                            |          |
| Civita Castellana        | Santa Maria Maggiore                                        | Civita Castellana                              | Viterbo               | Lazio                 | esterno XII-XIII secolo, interno 1736-1740        | Basilica minore                                                            |          |
| Civitavecchia            | San Francesco d'Assisi                                      | Civitavecchia-Tarquinia                        | Roma                  | Lazio                 | consacrazione 1782                                |                                                                            |          |
| Como                     | Santa Maria Assunta                                         | Como                                           | Como                  | Lombardia             | 1396-1770                                         | Basilica minore                                                            |          |
| Concordia Sagittaria     | Santo Stefano Protomartire                                  | Concordia-Pordenone                            | Venezia               | Veneto                | 1466-inizi XX sec.                                |                                                                            |          |
| Conversano               | Santa Maria Assunta                                         | Conversano-Monopoli                            | Bari                  | Puglia                | XI secolo-1379                                    | Basilica minore                                                            |          |
| Cosenza                  | Santa Maria Assunta                                         | Cosenza-Bisignano                              | Cosenza               | Calabria              |                                                   |                                                                            |          |
| Crema                    | Santa Maria Assunta                                         | Crema                                          | Cremona               | Lombardia             | completamento 1284                                |                                                                            |          |
| Cremona                  | Santa Maria Assunta                                         | Cremona                                        | Cremona               | Lombardia             | consacrazione 1196                                |                                                                            |          |
| Crotone                  | Santa Maria Assunta                                         | Crotone-Santa Severina                         | Crotone               | Calabria              | dal XIV secolo                                    | Basilica minore                                                            |          |
| Cuneo                    | Santa Maria del Bosco                                       | Cuneo-Fossano                                  | Cuneo                 | Piemonte              |                                                   |                                                                            |          |
| Fabriano                 | San Venanzio Martire                                        | Fabriano-Matelica                              | Ancona                | Marche                | 1474-1515                                         | Basilica minore                                                            |          |
| Faenza                   | Santo Stefano                                               | Faenza-Modigliana                              | Ravenna               | Emilia-Romagna        | Basilica minore                                   |                                                                            |          |
| Fano                     | Santa Maria Assunta                                         | Fano-Fossombrone-Cagli-Pergola                 | Pesaro e Urbino       | Marche                |                                                   | Basilica minore                                                            |          |
| Fermo                    | Maria Santissima Assunta in Cielo                           | Fermo                                          | Fermo                 | Marche                |                                                   | Basilica minore                                                            |          |
| Ferrara                  | San Giorgio                                                 | Ferrara-Comacchio                              | Ferrara               | Emilia-Romagna        | dal XII secolo                                    | Basilica minore, Patrimonio dell'umanità                                   |          |
| Fidenza                  | San Donnino Martire                                         | Fidenza                                        | Parma                 | Emilia-Romagna        | dal 1117                                          |                                                                            |          |
| Fiesole                  | San Romolo                                                  | Fiesole                                        | Firenze               | Toscana               | dal 1028                                          |                                                                            |          |
| Firenze                  | Santa Maria del Fiore                                       | Firenze                                        | Firenze               | Toscana               | 1296-1436                                         | Basilica minore, Patrimonio dell'umanità                                   |          |
| Foggia                   | Santa Maria Assunta in Cielo                                | Foggia-Bovino                                  | Foggia                | Puglia                | dal 1170                                          | Basilica minore                                                            |          |
| Foligno                  | San Feliciano                                               | Foligno                                        | Perugia               | Umbria                | XII secolo                                        |                                                                            |          |
| Forlì                    | Santa Croce                                                 | Forlì-Bertinoro                                | Forlì-Cesena          | Emilia-Romagna        | XII secolo                                        | Basilica minore                                                            |          |
| Frascati                 | San Pietro Apostolo                                         | Frascati                                       | Roma                  | Lazio                 | 1599-1636                                         | Basilica minore                                                            |          |
| Frosinone                | Cattedrale di Santa Maria Assunta (Frosinone)               | Frosinone-Veroli-Ferentino                     | Frosinone             | Lazio                 | XVIII-XIX secolo                                  |                                                                            |          |
| Gaeta                    | Maria Santissima Assunta                                    | Gaeta                                          | Latina                | Lazio                 | 1106-1903                                         | Basilica minore                                                            |          |
| Genova                   | San Lorenzo                                                 | Genova                                         | Genova                | Liguria               | dal 1100                                          |                                                                            |          |
| Gorizia                  | Santi Ilario e Taziano                                      | Gorizia                                        | Gorizia               | Friuli-Venezia Giulia |                                                   |                                                                            |          |
| Grosseto                 | San Lorenzo                                                 | Grosseto                                       | Grosseto              | Toscana               | 1294-1302                                         |                                                                            |          |
| Grottaferrata            | Santa Maria di Grottaferrata                                | Grottaferrata                                  | Roma                  | Lazio                 | dall'XI secolo                                    | Abbazia territoriale, Rito bizantino                                       |          |
| Gubbio                   | Santi Mariano e Giacomo Martiri                             | Gubbio                                         | Perugia               | Umbria                | dal XII secolo                                    |                                                                            |          |
| Iglesias                 | Santa Chiara d'Assisi                                       | Iglesias                                       | Sud Sardegna          | Sardegna              | 1284-XVI secolo                                   |                                                                            |          |
| Imola                    | San Cassiano Martire                                        | Imola                                          | Bologna               | Emilia-Romagna        | 1187-1271, restauro 1765-1781, completamento 1850 | Basilica minore                                                            |          |
| Ischia                   | Santa Maria Assunta                                         | Ischia                                         | Napoli                | Campania              | dal 1388                                          |                                                                            |          |
| Isernia                  | San Pietro Apostolo                                         | Isernia-Venafro                                | Isernia               | Molise                | dal 1349                                          |                                                                            |          |
| Ivrea                    | Santa Maria Assunta                                         | Ivrea                                          | Torino                | Piemonte              | IX secolo, restauro 1785-1854                     |                                                                            |          |
| Jesi                     | San Settimio                                                | Jesi                                           | Ancona                | Marche                | dal 1741                                          | Basilica minore                                                            |          |
| La Spezia                | Cristo Re                                                   | La Spezia-Sarzana-Brugnato                     | La Spezia             | Liguria               | completamento 1975                                |                                                                            |          |
| Lamezia Terme            | Santi Pietro e Paolo                                        | Lamezia Terme                                  | Catanzaro             | Calabria              |                                                   |                                                                            |          |
| Lanciano                 | Madonna del Ponte                                           | Lanciano-Ortona                                | Chieti                | Abruzzo               |                                                   | Basilica minore                                                            |          |
| Lanusei                  | Santa Maria Maddalena                                       | Lanusei                                        | Nuoro                 | Sardegna              |                                                   |                                                                            |          |
| L'Aquila                 | Santi Massimo e Giorgio                                     | L'Aquila                                       | L'Aquila              | Abruzzo               |                                                   |                                                                            |          |
| Latina                   | San Marco                                                   | Latina-Terracina-Sezze-Priverno                | Latina                | Lazio                 |                                                   |                                                                            |          |
| Lecce                    | Maria Santissima Assunta                                    | Lecce                                          | Lecce                 | Puglia                | XII secolo-1670                                   |                                                                            |          |
| Livorno                  | San Francesco                                               | Livorno                                        | Livorno               | Toscana               | XVI-XVII secolo                                   |                                                                            |          |
| Locri                    | Santa Maria del Mastro                                      | Locri-Gerace                                   | Reggio di Calabria    | Calabria              |                                                   |                                                                            |          |
| Lodi                     | Vergine Assunta                                             | Lodi                                           | Lodi                  | Lombardia             | 1158-1284                                         | Basilica minore                                                            |          |
| Loreto                   | Santa Casa                                                  | Loreto                                         | Ancona                | Marche                |                                                   | Basilica pontificia, Santuario mariano                                     |          |
| Lucera                   | Santa Maria Assunta                                         | Lucera-Troia                                   | Foggia                | Puglia                |                                                   | Basilica minore                                                            |          |
| Lucca                    | San Martino                                                 | Lucca                                          | Lucca                 | Toscana               | XI-XII secolo                                     |                                                                            |          |
| Lungro                   | San Nicola di Mira                                          | Lungro                                         | Cosenza               | Calabria              | XVII-XVIII secolo                                 | Rito italo-albanese                                                        |          |
| Macerata                 | San Giovanni                                                | Macerata                                       | Macerata              | Marche                |                                                   |                                                                            |          |
| Manfredonia              | San Lorenzo Maiorano                                        | Manfredonia-Vieste-San Giovanni Rotondo        | Foggia                | Puglia                | completamento 1700                                |                                                                            |          |
| Mantova                  | San Pietro Apostolo                                         | Mantova                                        | Mantova               | Lombardia             | ricostruzione 1395-1401                           | Patrimonio dell'umanità                                                    |          |
| Massa                    | San Pietro Apostolo e San Francesco d'Assisi                | Massa Carrara-Pontremoli                       | Massa-Carrara         | Toscana               | XV-XVIII secolo                                   | Basilica minore                                                            |          |
| Massa Marittima          | San Cerbone Vescovo                                         | Massa Marittima-Piombino                       | Grosseto              | Toscana               |                                                   | Basilica minore                                                            |          |
| Matera                   | Santa Maria della Bruna e Sant'Eustachio                    | Matera-Irsina                                  | Matera                | Basilicata            | dal 1230                                          | Basilica minore                                                            |          |
| Mazara del Vallo         | Santissimo Salvatore                                        | Mazara del Vallo                               | Trapani               | Sicilia               |                                                   | Basilica minore                                                            |          |
| Melfi                    | Santa Maria Assunta                                         | Melfi-Rapolla-Venosa                           | Potenza               | Basilicata            | 1076-1770                                         | Basilica minore                                                            |          |
| Mercogliano              | Santa Maria di Montevergine                                 | Montevergine                                   | Avellino              | Campania              | XII secolo                                        | Abbazia territoriale                                                       |          |
| Messina                  | Santa Maria Santissima Assunta                              | Messina-Lipari-Santa Lucia del Mela            | Messina               | Sicilia               | consacrazione 1197                                | Basilica minore                                                            |          |
| Milano                   | Santa Maria Nascente                                        | Milano                                         | Milano                | Lombardia             | 1386-1965                                         | Basilica minore                                                            |          |
| Mileto                   | Maria Santissima Assunta in Cielo                           | Mileto-Nicotera-Tropea                         | Vibo Valentia         | Calabria              |                                                   | Basilica minore                                                            |          |
| Modena                   | Santa Maria Assunta e San Geminiano                         | Modena-Nonantola                               | Modena                | Emilia-Romagna        | 1099-1184                                         | Basilica minore, Patrimonio dell'umanità                                   |          |
| Molfetta                 | Santa Maria Assunta                                         | Molfetta-Ruvo-Giovinazzo-Terlizzi              | Bari                  | Puglia                | dal 1699                                          |                                                                            |          |
| Mondovì                  | San Donato                                                  | Mondovì                                        | Cuneo                 | Piemonte              |                                                   |                                                                            |          |
| Monreale                 | Santa Maria Nuova                                           | Monreale                                       | Palermo               | Sicilia               | 1172-1176                                         | Basilica minore, Patrimonio dell'umanità                                   |          |
| Montepulciano            | Santa Maria Assunta                                         | Montepulciano-Chiusi-Pienza                    | Siena                 | Toscana               | 1594-1680                                         |                                                                            |          |
| Napoli                   | Maria Santissima Assunta                                    | Napoli                                         | Napoli                | Campania              | completamento XIV secolo                          | Patrimonio dell'umanità                                                    |          |
| Nardò                    | Santa Maria Assunta                                         | Nardò-Gallipoli                                | Lecce                 | Puglia                |                                                   | Basilica minore                                                            |          |
| Nicosia (Italia)         | San Nicola di Bari                                          | Nicosia                                        | Enna                  | Sicilia               |                                                   | Basilica minore                                                            |          |
| Nocera Inferiore         | San Prisco                                                  | Nocera Inferiore-Sarno                         | Salerno               | Campania              | consacrazione 1724                                |                                                                            |          |
| Nola                     | Maria Santissima Assunta                                    | Nola                                           | Napoli                | Campania              |                                                   | Basilica minore                                                            |          |
| Noto                     | San Nicolò                                                  | Noto                                           | Siracusa              | Sicilia               | completamento 1770, ricostruzione 2007            | Patrimonio dell'umanità                                                    |          |
| Novara                   | Santa Maria Assunta                                         | Novara                                         | Novara                | Piemonte              | 1863-1869                                         |                                                                            |          |
| Nuoro                    | Santa Maria della Neve                                      | Nuoro                                          | Nuoro                 | Sardegna              | 1835-1853                                         |                                                                            |          |
| Oppido Mamertina         | Maria Santissima Assunta                                    | Oppido Mamertina-Palmi                         | Reggio di Calabria    | Calabria              |                                                   |                                                                            |          |
| Oria                     | Santa Maria Assunta in Cielo                                | Oria                                           | Brindisi              | Puglia                | dal XVIII secolo                                  | Basilica minore                                                            |          |
| Oristano                 | Santa Maria Assunta                                         | Oristano                                       | Oristano              | Sardegna              | 1131-XIX secolo                                   |                                                                            |          |
| Orvieto                  | Santa Maria Assunta                                         | Orvieto-Todi                                   | Terni                 | Umbria                | dal 1290                                          | Basilica minore                                                            |          |
| Otranto                  | Maria Santissima Annunziata                                 | Otranto                                        | Lecce                 | Puglia                | 1068-XII secolo                                   | Basilica minore                                                            |          |
| Ozieri                   | Immacolata Concezione                                       | Ozieri                                         | Sassari               | Sardegna              | consacrazione 1893                                |                                                                            |          |
| Padova                   | Santa Maria Assunta                                         | Padova                                         | Padova                | Veneto                | dal 1551                                          | Basilica minore                                                            |          |
| Palermo                  | Assunzione di Maria                                         | Palermo                                        | Palermo               | Sicilia               | completamento 1185                                | Patrimonio dell'umanità                                                    |          |
| Palestrina               | Sant'Agapito Martire                                        | Palestrina                                     | Roma                  | Lazio                 |                                                   | Basilica minore                                                            |          |
| Parma                    | Assunzione di Maria Virgine                                 | Parma                                          | Parma                 | Emilia-Romagna        | 1074-1178                                         | Basilica minore                                                            |          |
| Patti                    | San Bartolomeo                                              | Patti                                          | Messina               | Sicilia               |                                                   |                                                                            |          |
| Pavia                    | Santa Maria Assunta e Santo Stefano Protomartire            | Pavia                                          | Pavia                 | Lombardia             | dal 1488                                          |                                                                            |          |
| Pennabilli               | San Leo                                                     | San Marino-Montefeltro                         | Rimini                | Emilia-Romagna        |                                                   |                                                                            |          |
| Perugia                  | San Lorenzo                                                 | Perugia-Città della Pieve                      | Perugia               | Umbria                | 1345-1490                                         |                                                                            |          |
| Pesaro                   | Santa Maria Assunta                                         | Pesaro                                         | Pesaro e Urbino       | Marche                |                                                   | Basilica minore                                                            |          |
| Pescara                  | San Cetteo Vescovo e Martire                                | Pescara-Penne                                  | Pescara               | Abruzzo               | 1933-1939                                         |                                                                            |          |
| Pescia                   | Maria Santissima Assunta e San Giovanni Battista            | Pescia                                         | Pistoia               | Toscana               | consacrazione 1062                                |                                                                            |          |
| Piacenza                 | Santa Giustina e Santa Maria Assunta                        | Piacenza-Bobbio                                | Piacenza              | Emilia-Romagna        | 1122-1233                                         | Basilica minore                                                            |          |
| Piana degli Albanesi     | San Demetrio Megalomartire                                  | Piana degli Albanesi                           | Palermo               | Sicilia               | dal 1498                                          | Rito italo-albanese                                                        |          |
| Piazza Armerina          | Maria Santissima delle Vittorie                             | Piazza Armerina                                | Enna                  | Sicilia               | 1604-1719                                         | Basilica minore                                                            |          |
| Pinerolo                 | San Donato                                                  | Pinerolo                                       | Torino                | Piemonte              |                                                   |                                                                            |          |
| Pisa                     | Santa Maria Assunta                                         | Pisa                                           | Pisa                  | Toscana               | dal 1063                                          | Patrimonio dell'umanità                                                    |          |
| Pistoia                  | San Zenone                                                  | Pistoia                                        | Pistoia               | Toscana               | X secolo                                          | Basilica minore                                                            |          |
| Pitigliano               | Santi Pietro e Paolo                                        | Pitigliano-Sovana-Orbetello                    | Grosseto              | Toscana               | XVIII secolo                                      |                                                                            |          |
| Poggio Mirteto           | Santa Maria Assunta                                         | Sabina-Poggio Mirteto                          | Rieti                 | Lazio                 |                                                   |                                                                            |          |
| Pompei                   | Madonna del Rosario                                         | Pompei                                         | Napoli                | Campania              | dal 1876                                          | Basilica pontificia, Santuario mariano                                     |          |
| Potenza                  | San Gerardo Vescovo                                         | Potenza-Muro Lucano-Marsico Nuovo              | Potenza               | Basilicata            | dal XIII secolo                                   | Basilica minore                                                            |          |
| Pozzuoli                 | San Procolo Martire                                         | Pozzuoli                                       | Napoli                | Campania              |                                                   | Basilica minore                                                            |          |
| Prato                    | Santo Stefano                                               | Prato                                          | Prato                 | Toscana               | completamento 1386                                | Basilica minore                                                            |          |
| Ragusa                   | San Giovanni Battista                                       | Ragusa                                         | Ragusa                | Sicilia               | 1694-1777                                         | Patrimonio dell'umanità                                                    |          |
| Ravenna                  | Risurrezione di Nostro Signore Gesù Cristo                  | Ravenna-Cervia                                 | Ravenna               | Emilia-Romagna        | dal 1734, incompiuta                              | Basilica minore, Patrimonio dell'umanità                                   |          |
| Reggio Calabria          | Maria Santissima Assunta in Cielo                           | Reggio Calabria-Bova                           | Reggio di Calabria    | Calabria              | completamento 1928                                | Basilica minore                                                            |          |
| Reggio nell'Emilia       | Beata Vergine Assunta                                       | Reggio Emilia-Guastalla                        | Reggio Emilia         | Emilia-Romagna        |                                                   |                                                                            |          |
| Rieti                    | Santa Maria Assunta                                         | Rieti                                          | Rieti                 | Lazio                 |                                                   | Basilica minore                                                            |          |
| Rimini                   | Santa Colomba                                               | Rimini                                         | Rimini                | Emilia-Romagna        | completamento XV secolo                           | Basilica minore                                                            |          |
| Roma                     | Sacri Cuori di Gesù e Maria                                 | Porto-Santa Rufina                             | Roma                  | Lazio                 |                                                   |                                                                            |          |
| Roma                     | San Giovanni in Laterano                                    | Roma                                           | Roma                  | Lazio                 | fondazione IV secolo, estensione XIII secolo      | Basilica papale (Arcibasilica, Basilica maggiore), Patrimonio dell'umanità |          |
| Roma                     | Sant'Aurea                                                  | Ostia                                          | Roma                  | Lazio                 |                                                   |                                                                            |          |
| Roma                     | Santa Caterina a Magnanapoli                                | Ordinariato militare                           | Roma                  | Lazio                 |                                                   |                                                                            |          |
| Roma                     | Santi Sergio e Bacco degli Ucraini                          | Italia                                         | Roma                  | Lazio                 |                                                   | Rito bizantino                                                             |          |
| Rossano                  | Maria Santissima Achiropita                                 | Rossano-Cariati                                | Cosenza               | Calabria              |                                                   |                                                                            |          |
| Salerno                  | San Matteo                                                  | Salerno-Campagna-Acerno                        | Salerno               | Campania              | 1080-1085                                         | Basilica minore                                                            |          |
| Saluzzo                  | Maria Santissima Assunta                                    | Saluzzo                                        | Cuneo                 | Piemonte              | dal 1491                                          |                                                                            |          |
| San Benedetto del Tronto | Santa Maria della Marina                                    | San Benedetto del Tronto-Ripatransone-Montalto | Ascoli Piceno         | Marche                | dal 1615                                          | Basilica minore                                                            |          |
| San Marco Argentano      | San Nicola                                                  | San Marco Argentano-Scalea                     | Cosenza               | Calabria              |                                                   |                                                                            |          |
| San Miniato              | Santi Maria Assunta e Genesio                               | San Miniato                                    | Pisa                  | Toscana               | consacrazione XII secolo                          |                                                                            |          |
| San Severo               | Santa Maria Assunta                                         | San Severo                                     | Foggia                | Puglia                |                                                   |                                                                            |          |
| Sant'Angelo dei Lombardi | San Michele Arcangelo                                       | Sant'Angelo dei Lombardi-Conza-Nusco-Bisaccia  | Avellino              | Campania              |                                                   |                                                                            |          |
| Sassari                  | San Nicola di Bari                                          | Sassari                                        | Sassari               | Sardegna              | XII-XVIII secolo                                  |                                                                            |          |
| Savona                   | Nostra Signora Assunta                                      | Savona-Noli                                    | Savona                | Liguria               | 1589-1609                                         | Basilica minore                                                            |          |
| Senigallia               | San Pietro apostolo                                         | Senigallia                                     | Ancona                | Marche                |                                                   | Basilica minore                                                            |          |
| Sessa Aurunca            | Santi Pietro e Paolo                                        | Sessa Aurunca                                  | Caserta               | Campania              |                                                   |                                                                            |          |
| Siena                    | Santa Maria Assunta                                         | Siena-Colle di Val d'Elsa-Montalcino           | Siena                 | Toscana               | XIII-XIV secolo                                   | Patrimonio dell'umanità                                                    |          |
| Siracusa                 | Natività di Maria Santissima                                | Siracusa                                       | Siracusa              | Sicilia               | VII secolo, restauro 1728-1753                    | Patrimonio dell'umanità                                                    |          |
| Sora                     | Santa Maria Assunta                                         | Sora-Cassino-Aquino-Pontecorvo                 | Frosinone             | Lazio                 | dall'XI secolo, completamento XX secolo           |                                                                            |          |
| Sorrento                 | Santi Filippo e Giacomo                                     | Sorrento-Castellammare di Stabia               | Napoli                | Campania              |                                                   |                                                                            |          |
| Spoleto                  | Santa Maria Assunta                                         | Spoleto-Norcia                                 | Perugia               | Umbria                | XII secolo                                        |                                                                            |          |
| Subiaco                  | Santa Scolastica                                            | Subiaco                                        | Roma                  | Lazio                 | XI secolo                                         | Basilica minore, Abbazia territoriale                                      |          |
| Sulmona                  | San Panfilo Vescovo                                         | Sulmona-Valva                                  | L'Aquila              | Abruzzo               | dal 1075                                          | Basilica minore                                                            |          |
| Susa                     | San Giusto                                                  | Susa                                           | Torino                | Piemonte              | XI secolo                                         |                                                                            |          |
| Taranto                  | San Cataldo                                                 | Taranto                                        | Taranto               | Puglia                | fino al 1701                                      | Basilica minore                                                            |          |
| Teano                    | San Clemente                                                | Teano-Calvi                                    | Caserta               | Campania              | dal 1050                                          |                                                                            |          |
| Teggiano                 | Santa Maria Maggiore e San Michele Arcangelo                | Teggiano-Policastro                            | Salerno               | Campania              |                                                   |                                                                            |          |
| Tempio Pausania          | San Pietro Apostolo                                         | Tempio-Ampurias                                | Sassari               | Sardegna              | consacrazione 1839                                |                                                                            |          |
| Teramo                   | Santa Maria Assunta                                         | Teramo-Atri                                    | Teramo                | Abruzzo               | dal 1158                                          | Basilica minore                                                            |          |
| Termoli                  | Cattedrale di Santa Maria della Purificazione               | Termoli-Larino                                 | Campobasso            | Molise                | XII-XIII secolo                                   | Basilica minore                                                            |          |
| Terni                    | Santa Maria Assunta                                         | Terni-Narni-Amelia                             | Terni                 | Umbria                |                                                   |                                                                            |          |
| Tivoli                   | San Lorenzo Martire                                         | Tivoli                                         | Roma                  | Lazio                 |                                                   | Basilica minore                                                            |          |
| Tortona                  | Santa Maria Assunta e San Lorenzo                           | Tortona                                        | Alessandria           | Piemonte              |                                                   |                                                                            |          |
| Trani                    | Santa Maria Assunta e San Lorenzo                           | Trani-Barletta-Bisceglie                       | Barletta-Andria-Trani | Puglia                | dal 1099                                          | Basilica minore                                                            |          |
| Trapani                  | San Lorenzo Martire                                         | Trapani                                        | Trapani               | Sicilia               | dal 1635                                          | Basilica minore                                                            |          |
| Trento                   | San Vigilio Vescovo                                         | Trento                                         | Trento                | Trentino-Alto Adige   | consacrazione 1145                                | Basilica minore                                                            |          |
| Treviso                  | San Pietro Apostolo                                         | Treviso                                        | Treviso               | Veneto                |                                                   |                                                                            |          |
| Tricarico                | Santa Maria Assunta                                         | Tricarico                                      | Matera                | Basilicata            | dall'XI secolo                                    |                                                                            |          |
| Trieste                  | San Giusto Martire                                          | Trieste                                        | Trieste               | Friuli-Venezia Giulia | 1302-1320                                         | Basilica minore                                                            |          |
| Trivento                 | Santi Nazaro, Celso e Vittore                               | Trivento                                       | Campobasso            | Molise                |                                                   |                                                                            |          |
| Torino                   | San Giovanni Battista                                       | Torino                                         | Torino                | Piemonte              | 1491-1498                                         | Basilica minore                                                            |          |
| Tursi                    | Maria Santissima Annunziata                                 | Tursi-Lagonegro                                | Matera                | Basilicata            | XV secolo                                         |                                                                            |          |
| Udine                    | Santa Maria Annunziata                                      | Udine                                          | Udine                 | Friuli-Venezia Giulia | 1236-XVI secolo                                   |                                                                            |          |
| Ugento                   | Maria Santissima Assunta in Cielo                           | Ugento-Santa Maria di Leuca                    | Lecce                 | Puglia                |                                                   |                                                                            |          |
| Urbino                   | Santa Maria Assunta                                         | Urbino-Urbania-Sant'Angelo in Vado             | Pesaro e Urbino       | Marche                | ricostruzione nel XV secolo                       | Basilica minore, Patrimonio dell'umanità                                   |          |
| Vallo della Lucania      | San Pantaleone                                              | Vallo della Lucania                            | Salerno               | Campania              |                                                   |                                                                            |          |
| Velletri                 | San Clemente I                                              | Velletri-Segni                                 | Roma                  | Lazio                 |                                                   | Basilica minore                                                            |          |
| Venezia                  | San Marco                                                   | Venezia                                        | Venezia               | Veneto                | 1063-1617                                         | Basilica minore, Basilica patriarcale, Patrimonio dell'umanità             |          |
| Ventimiglia              | Nostra Signora Assunta                                      | Ventimiglia-San Remo                           | Imperia               | Liguria               | 1100-1970                                         |                                                                            |          |
| Vercelli                 | Sant'Eusebio                                                | Vercelli                                       | Vercelli              | Piemonte              |                                                   | Basilica minore                                                            |          |
| Verona                   | Santa Maria Matricolare                                     | Verona                                         | Verona                | Veneto                | consacrazione 1187                                | Patrimonio dell'umanità                                                    |          |
| Vicenza                  | Santa Maria Annunziata                                      | Vicenza                                        | Vicenza               | Veneto                |                                                   | Patrimonio dell'umanità                                                    |          |
| Vigevano                 | Sant'Ambrogio                                               | Vigevano                                       | Pavia                 | Lombardia             | 1532-1606                                         |                                                                            |          |
| Viterbo                  | San Lorenzo Martire                                         | Viterbo                                        | Viterbo               | Lazio                 | XVI secolo                                        | Basilica minore                                                            |          |
| Vittorio Veneto          | Santa Maria Assunta e San Tiziano                           | Vittorio Veneto                                | Treviso               | Veneto                |                                                   |                                                                            |          |
| Volterra                 | Santa Maria Assunta                                         | Volterra                                       | Pisa                  | Toscana               | XII secolo                                        | Basilica minore                                                            |          |

#### Concattedrali
Si contano 128 concattedrali:
| Città                   | Concattedrale                                                   | Diocesi                                        | Provincia             | Regione               | Costruzione                    | Note                                                   | Immagine                                                                  |
| ----------------------- | --------------------------------------------------------------- | ---------------------------------------------- | --------------------- | --------------------- | ------------------------------ | ------------------------------------------------------ | ------------------------------------------------------------------------- |
| Acerno                  | San Donato                                                      | Salerno-Campagna-Acerno                        | Salerno               | Campania              |                                |                                                        |                                                                           |
| Acquapendente           | San Sepolcro                                                    | Viterbo                                        | Viterbo               | Lazio                 |                                | Basilica minore                                        |                                                                           |
| Acquaviva delle Fonti   | Sant'Eustachio                                                  | Altamura-Gravina-Acquaviva delle Fonti         | Bari                  | Puglia                | 1529-1594                      |                                                        |                                                                           |
| Alatri                  | San Paolo Apostolo                                              | Anagni-Alatri                                  | Frosinone             | Lazio                 |                                | Basilica minore                                        |                                                                           |
| Amelia                  | Santa Firmina                                                   | Terni-Narni-Amelia                             | Terni                 | Umbria                | restauro dal 1629              |                                                        |                                                                           |
| Aquino                  | Santi Costanzo e Tommaso d'Aquino                               | Sora-Cassino-Aquino-Pontecorvo                 | Frosinone             | Lazio                 |                                | Basilica minore                                        |                                                                           |
| Ascoli Satriano         | Natività della Beata Vergine Maria                              | Cerignola-Ascoli Satriano                      | Foggia                | Puglia                |                                |                                                        |                                                                           |
| Atri                    | Santa Maria Assunta                                             | Teramo-Atri                                    | Teramo                | Abruzzo               | 1260-1284                      | Basilica minore                                        |                                                                           |
| Barletta                | Santa Maria Maggiore                                            | Trani-Barletta-Bisceglie                       | Barletta-Andria-Trani | Puglia                | 1126-XIV secolo                | Basilica minore                                        |                                                                           |
| Bertinoro               | Santa Caterina                                                  | Forlì-Bertinoro                                | Forlì-Cesena          | Emilia-Romagna        |                                |                                                        |                                                                           |
| Bisaccia                | Natività della Vergine Maria                                    | Sant'Angelo dei Lombardi-Conza-Nusco-Bisaccia  | Avellino              | Campania              |                                |                                                        |                                                                           |
| Bisceglie               | San Pietro Apostolo                                             | Trani-Barletta-Bisceglie                       | Barletta-Andria-Trani | Puglia                | dal 1295                       | Basilica minore                                        |                                                                           |
| Bisignano               | Santa Maria Assunta                                             | Cosenza-Bisignano                              | Cosenza               | Calabria              |                                |                                                        |                                                                           |
| Bitonto                 | Maria Santissima Assunta                                        | Bari-Bitonto                                   | Bari                  | Puglia                | 1087-1095                      |                                                        |                                                                           |
| Bobbio                  | Assunzione di Nostra Signora Maria                              | Piacenza-Bobbio                                | Piacenza              | Emilia-Romagna        | XI secolo-1463                 |                                                        |                                                                           |
| Boiano                  | San Bartolomeo                                                  | Campobasso-Boiano                              | Campobasso            | Molise                |                                |                                                        |                                                                           |
| Bolzano                 | Maria Himmelfahrt                                               | Bolzano-Bressanone                             | Bolzano               | Trentino-Alto Adige   | XIII secolo-1517               |                                                        |                                                                           |
| Bosa                    | Beata Vergine Immaculata                                        | Alghero-Bosa                                   | Oristano              | Sardegna              |                                |                                                        |                                                                           |
| Bova                    | Presentazione della Beata Vergine Maria                         | Reggio Calabria-Bova                           | Reggio di Calabria    | Calabria              |                                |                                                        |                                                                           |
| Bovino                  | Santa Maria Assunta                                             | Foggia-Bovino                                  | Foggia                | Puglia                | dal 1231                       | Basilica minore                                        |                                                                           |
| Brescia                 | Concattedrale invernale di Santa Maria Assunta                  | Brescia                                        | Brescia               | Lombardia             | completamento fine XI secolo   |                                                        |                                                                           |
| Brugnato                | San Pietro, San Lorenzo e San Colombano                         | La Spezia-Sarzana-Brugnato                     | La Spezia             | Liguria               | dal VII secolo                 |                                                        |                                                                           |
| Cagli                   | Santa Maria Assunta                                             | Fano-Fossombrone-Cagli-Pergola                 | Pesaro e Urbino       | Marche                | 1292                           | Basilica minore                                        |                                                                           |
| Caiazzo                 | Maria Santissima Assunta                                        | Alife-Caiazzo                                  | Caserta               | Campania              |                                |                                                        |                                                                           |
| Calvi Risorta           | Santa Maria Assunta                                             | Teano-Calvi                                    | Caserta               | Campania              | XI secolo                      |                                                        |                                                                           |
| Campagna                | Santa Maria della Pace                                          | Salerno-Campagna-Acerno                        | Salerno               | Campania              | 1514-1570                      | Basilica minore                                        |                                                                           |
| Canosa di Puglia        | San Sabino                                                      | Andria                                         | Barletta-Andria-Trani | Puglia                |                                |                                                        |                                                                           |
| Cariati                 | San Michele Arcangelo                                           | Rossano-Cariati                                | Cosenza               | Calabria              | Secolo XIV Ricostruzione 1850  |                                                        |                                                                           |
| Cassino                 | Santissimo Salvatore, Santa Maria Assunta e San Germano Vescovo | Sora-Cassino-Aquino-Pontecorvo                 | Frosinone             | Lazio                 |                                |                                                        |                                                                           |
| Castellammare di Stabia | Santissima Maria Assunta e San Catello                          | Sorrento-Castellammare di Stabia               | Napoli                | Campania              |                                |                                                        |                                                                           |
| Castelsardo             | Sant'Antonio Abate                                              | Tempio-Ampurias                                | Sassari               | Sardegna              |                                |                                                        |                                                                           |
| Cava de' Tirreni        | Santa Maria della Visitazione                                   | Amalfi-Cava de' Tirreni                        | Salerno               | Campania              |                                |                                                        |                                                                           |
| Cervia                  | Santa Maria Assunta                                             | Ravenna-Cervia                                 | Ravenna               | Emilia-Romagna        | completamento 1702             |                                                        |                                                                           |
| Chiusi                  | San Secondiano                                                  | Montepulciano-Chiusi-Pienza                    | Siena                 | Toscana               | VI secolo-1894                 |                                                        |                                                                           |
| Città della Pieve       | Santi Gervasio e Protasio                                       | Perugia-Città della Pieve                      | Perugia               | Umbria                |                                |                                                        |                                                                           |
| Colle di Val d'Elsa     | Santi Marziale e Alberto                                        | Siena-Colle di Val d'Elsa-Montalcino           | Siena                 | Toscana               | dal 1603                       |                                                        |                                                                           |
| Comacchio               | San Cassiano Martire                                            | Ferrara-Comacchio                              | Ferrara               | Emilia-Romagna        |                                | Basilica minore                                        |                                                                           |
| Conza della Campania    | Santa Maria Assunta                                             | Sant'Angelo dei Lombardi-Conza-Nusco-Bisaccia  | Caserta               | Campania              |                                |                                                        |                                                                           |
| Corfinio                | San Pelino                                                      | Sulmona-Valva                                  | L'Aquila              | Abruzzo               |                                |                                                        |                                                                           |
| Feltre                  | San Pietro Apostolo                                             | Belluno-Feltre                                 | Belluno               | Veneto                |                                |                                                        |                                                                           |
| Ferentino               | Santi Giovanni e Paolo                                          | Frosinone-Veroli-Ferentino                     | Frosinone             | Lazio                 |                                |                                                        |                                                                           |
| Fiumicino               | Santi Ippolito e Lucia                                          | Porto-Santa Rufina                             | Roma                  | Lazio                 |                                |                                                        |                                                                           |
| Fossano                 | Santa Maria e San Giovenale                                     | Cuneo-Fossano                                  | Cuneo                 | Piemonte              | completamento 1700             | Basilica minore                                        |                                                                           |
| Fossombrone             | Sant'Aldebrando                                                 | Fano-Fossombrone-Cagli-Pergola                 | Pesaro e Urbino       | Marche                |                                |                                                        |                                                                           |
| Gallese                 | Santa Maria Assunta                                             | Civita Castellana                              | Viterbo               | Lazio                 | completamento 1796             |                                                        |                                                                           |
| Gallipoli               | Santa Agata Vergine                                             | Nardò-Gallipoli                                | Lecce                 | Puglia                | 1629-1696                      | Basilica minore                                        |                                                                           |
| Gerace                  | Santa Maria Assunta                                             | Locri-Gerace                                   | Reggio di Calabria    | Calabria              | consacrazione 1045             | Basilica minore                                        |                                                                           |
| Giovinazzo              | Santa Maria Assunta                                             | Molfetta-Ruvo-Giovinazzo-Terlizzi              | Bari                  | Puglia                |                                |                                                        |                                                                           |
| Gravina in Puglia       | Maria Santissima Assunta                                        | Altamura-Gravina-Acquaviva delle Fonti         | Bari                  | Puglia                |                                | Basilica minore                                        |                                                                           |
| Gualdo Tadino           | San Benedetto                                                   | Assisi-Nocera Umbra-Gualdo Tadino              | Perugia               | Umbria                |                                | Basilica minore                                        |                                                                           |
| Guastalla               | San Pietro apostolo                                             | Reggio Emilia-Guastalla                        | Reggio nell'Emilia    | Emilia-Romagna        |                                |                                                        |                                                                           |
| Imperia                 | Santi Maurizio e Compagni Martiri                               | Albenga-Imperia                                | Imperia               | Liguria               |                                |                                                        |                                                                           |
| Irsina                  | Santa Maria Assunta                                             | Matera-Irsina                                  | Matera                | Basilicata            |                                |                                                        |                                                                           |
| Lacedonia               | Santa Maria Assunta                                             | Ariano Irpino-Lacedonia                        | Avellino              | Campania              |                                |                                                        |                                                                           |
| Lagonegro               | Lagonegro                                                       | Tursi-Lagonegro                                | Potenza               | Basilicata            |                                |                                                        |                                                                           |
| Larino                  | San Pardo                                                       | Termoli-Larino                                 | Campobasso            | Molise                | dal 1319                       | Basilica minore                                        |                                                                           |
| Lipari                  | San Bartolomeo                                                  | Messina-Lipari-Santa Lucia del Mela            | Messina               | Sicilia               |                                |                                                        |                                                                           |
| Mantova                 | Sant'Andrea                                                     | Mantova                                        | Mantova               | Lombardia             | 1462-1790                      | Basilica minore, Patrimonio dell'umanità               |                                                                           |
| Marsico Nuovo           | Santa Maria Assunta e San Giorgio                               | Potenza-Muro Lucano-Marsico Nuovo              | Potenza               | Basilicata            | 1131                           |                                                        |                                                                           |
| Matelica                | Santa Maria Assunta                                             | Fabriano-Matelica                              | Macerata              | Marche                |                                |                                                        |                                                                           |
| Messina                 | Santissimo Salvatore                                            | Messina-Lipari-Santa Lucia del Mela            | Messina               | Sicilia               | ricostruzione dal 1929         |                                                        |                                                                           |
| Modigliana              | Santo Stefano                                                   | Faenza-Modigliana                              | Forlì-Cesena          | Emilia-Romagna        |                                |                                                        |                                                                           |
| Monopoli                | Maria Santissima della Mactia                                   | Conversano-Monopoli                            | Bari                  | Puglia                | ricostruzione dal 1742         | Basilica minore                                        |                                                                           |
| Montalcino              | Santissimo Salvatore                                            | Siena-Colle di Val d'Elsa-Montalcino           | Siena                 | Toscana               | 1818-1832                      |                                                        |                                                                           |
| Montalto delle Marche   | Santa Maria Assunta                                             | San Benedetto del Tronto-Ripatransone-Montalto | Ascoli Piceno         | Marche                |                                | Basilica minore                                        |                                                                           |
| Muro Lucano             | San Nicola                                                      | Potenza-Muro Lucano-Marsico Nuovo              | Potenza               | Basilicata            |                                |                                                        |                                                                           |
| Narni                   | San Giovenale                                                   | Terni-Narni-Amelia                             | Terni                 | Umbria                | 1047-1145                      |                                                        |                                                                           |
| Nepi                    | Santa Maria Assunta e Sant'Anastasia                            | Civita Castellana                              | Viterbo               | Lazio                 |                                |                                                        |                                                                           |
| Nicotera                | Santa Maria Assunta                                             | Mileto-Nicotera-Tropea                         | Vibo Valentia         | Calabria              |                                |                                                        |                                                                           |
| Nocera Umbra            | Santa Maria Assunta                                             | Assisi-Nocera Umbra-Gualdo Tadino              | Perugia               | Umbria                |                                |                                                        |                                                                           |
| Noli                    | San Pietro                                                      | Savona-Noli                                    | Savona                | Liguria               |                                |                                                        |                                                                           |
| Norcia                  | Santa Maria Argentea                                            | Spoleto-Norcia                                 | Perugia               | Umbria                |                                |                                                        |                                                                           |
| Nusco                   | Santa Stefano                                                   | Sant'Angelo dei Lombardi-Conza-Nusco-Bisaccia  | Avellino              | Campania              |                                |                                                        |                                                                           |
| Orbetello               | Santa Maria Assunta                                             | Pitigliano-Sovana-Orbetello                    | Grosseto              | Toscana               |                                |                                                        |                                                                           |
| Orte                    | Santa Maria Assunta                                             | Civita Castellana                              | Viterbo               | Lazio                 |                                |                                                        |                                                                           |
| Ortona                  | San Tommaso Apostolo                                            | Lanciano-Ortona                                | Chieti                | Abruzzo               |                                | Basilica minore                                        |                                                                           |
| Osimo                   | San Leopardo                                                    | Ancona-Osimo                                   | Ancona                | Marche                | VIII-XII secolo                | Basilica minore                                        |                                                                           |
| Ostuni                  | Santa Maria Assunta                                             | Brindisi-Ostuni                                | Brindisi              | Puglia                |                                |                                                        |                                                                           |
| Palermo                 | San Nicolò dei Greci alla Martorana                             | Piana degli Albanesi                           | Palermo               | Sicilia               | 1143 (parr. dal XV secolo)     | Rito bizantino italo-albanese, Patrimonio dell'umanità |                                                                           |
| Palmi                   | San Nicola                                                      | Oppido Mamertina-Palmi                         | Reggio di Calabria    | Calabria              |                                |                                                        |                                                                           |
| Penne                   | San Massimo                                                     | Pescara-Penne                                  | Pescara               | Abruzzo               | XI secolo                      |                                                        |                                                                           |
| Pergola                 | Sant'Andrea                                                     | Fano-Fossombrone-Cagli-Pergola                 | Pesaro e Urbino       | Marche                |                                |                                                        |                                                                           |
| Pescina                 | Santa Maria delle Grazie                                        | Avezzano                                       | L'Aquila              | Abruzzo               | XVI secolo, restauro XX secolo | Basilica minore                                        |                                                                           |
| Pienza                  | Maria Santissima Assunta                                        | Montepulciano-Chiusi-Pienza                    | Siena                 | Toscana               | 1459-1462                      | Patrimonio dell'umanità                                |                                                                           |
| Piombino                | Sant'Antimo Martire                                             | Massa Marittima-Piombino                       | Livorno               | Toscana               |                                |                                                        |                                                                           |
| Poggio Mirteto          | Santa Maria Assunta                                             | Sabina-Poggio Mirteto                          | Rieti                 | Lazio                 |                                |                                                        |                                                                           |
| Policastro Bussentino   | Santa Maria Assunta                                             | Teggiano-Policastro                            | Salerno               | Campania              |                                |                                                        |                                                                           |
| Pontecorvo              | San Bartolomeo Apostolo                                         | Sora-Cassino-Aquino-Pontecorvo                 | Frosinone             | Lazio                 |                                |                                                        |                                                                           |
| Pontremoli              | Santa Maria Assunta                                             | Massa Carrara-Pontremoli                       | Massa-Carrara         | Toscana               | 1636-1687                      |                                                        |                                                                           |
| Pordenone               | San Marco                                                       | Concordia-Pordenone                            | Pordenone             | Friuli-Venezia Giulia | XIII secolo-1347               |                                                        |                                                                           |
| Pozzuoli                | San Paolo Apostolo                                              | Pozzuoli                                       | Napoli                | Campania              |                                |                                                        |                                                                           |
| Priverno                | Santa Maria                                                     | Latina-Terracina-Sezze-Priverno                | Latina                | Lazio                 |                                |                                                        |                                                                           |
| Rapolla                 | San Michele Arcangelo                                           | Melfi-Rapolla-Venosa                           | Potenza               | Basilicata            | dal 1209                       |                                                        |                                                                           |
| Ripatransone            | San Gregorio Magno                                              | San Benedetto del Tronto-Ripatransone-Montalto | Ascoli Piceno         | Marche                | dal 1597                       | Basilica minore                                        |                                                                           |
| Rovigo                  | Santo Stefano Papa e Martiri                                    | Adria-Rovigo                                   | Rovigo                | Veneto                | 1696-1791                      |                                                        |                                                                           |
| Ruvo di Puglia          | Santa Maria Assunta                                             | Molfetta-Ruvo-Giovinazzo-Terlizzi              | Bari                  | Puglia                | XII-XIII secolo                |                                                        |                                                                           |
| Sanremo                 | San Siro                                                        | Ventimiglia-San Remo                           | Imperia               | Liguria               |                                |                                                        |                                                                           |
| San Severino Marche     | Sant'Agostino                                                   | Camerino-San Severino Marche                   | Macerata              | Marche                |                                |                                                        |                                                                           |
| Sansepolcro             | San Giovanni Evangelista                                        | Arezzo-Cortona-Sansepolcro                     | Arezzo                | Toscana               | 1012-1049                      | Basilica minore                                        |                                                                           |
| Santa Lucia del Mela    | Maria Santissima Assunta                                        | Messina-Lipari-Santa Lucia del Mela            | Messina               | Sicilia               |                                |                                                        |                                                                           |
| Santa Severina          | Sant'Anastasia                                                  | Crotone-Santa Severina                         | Crotone               | Calabria              | completamento XVII secolo      |                                                        |                                                                           |
| Sant'Agata de' Goti     | Santa Maria Assunta                                             | Cerreto Sannita-Telese-Sant'Agata de' Goti     | Benevento             | Campania              |                                |                                                        |                                                                           |
| Sant'Angelo in Vado     | San Michele Arcangelo                                           | Urbino-Urbania-Sant'Angelo in Vado             | Pesaro e Urbino       | Marche                |                                | Basilica minore                                        |                                                                           |
| Sarno                   | San Michele Arcangelo                                           | Nocera Inferiore-Sarno                         | Salerno               | Campania              |                                |                                                        |                                                                           |
| Sarsina                 | Santissima Annunziata, San Vicinio                              | Cesena-Sarsina                                 | Forlì-Cesena          | Emilia-Romagna        | IX secolo                      | Basilica minore                                        |                                                                           |
| Sarzana                 | Santa Maria Assunta                                             | La Spezia-Sarzana-Brugnato                     | La Spezia             | Liguria               |                                |                                                        |                                                                           |
| Segni                   | Santa Maria Assunta                                             | Velletri-Segni                                 | Roma                  | Lazio                 | dal 1657                       |                                                        |                                                                           |
| Sezze                   | Santa Maria                                                     | Latina-Terracina-Sezze-Priverno                | Latina                | Lazio                 | XIII secolo                    |                                                        |                                                                           |
| Sovana                  | San Pietro Apostolo                                             | Pitigliano-Sovana-Orbetello                    | Grosseto              | Toscana               | VIII secolo                    |                                                        |                                                                           |
| Squillace               | Santa Maria Assunta                                             | Catanzaro-Squillace                            | Catanzaro             | Calabria              |                                |                                                        |                                                                           |
| Subiaco                 | Sant'Andrea Apostolo                                            | Subiaco                                        | Roma                  | Lazio                 |                                | Basilica minore, Abbazia territoriale                  |                                                                           |
| Sutri                   | Santa Maria Assunta in Cielo                                    | Civita Castellana                              | Viterbo               | Lazio                 | XII secolo, consacrazione 1207 |                                                        |                                                                           |
| Taranto                 | Gran Madre di Dio                                               | Taranto                                        | Taranto               | Puglia                | XX secolo                      | Architetto Giò Ponti (1967-1970)                       |                                                                           |
| Tarquinia               | Santi Margherita e Martino                                      | Civitavecchia-Tarquinia                        | Viterbo               | Lazio                 |                                |                                                        |                                                                           |
| Terlizzi                | San Michele Arcangelo                                           | Molfetta-Ruvo-Giovinazzo-Terlizzi              | Bari                  | Puglia                |                                |                                                        |                                                                           |
| Terracina               | San Cesareo                                                     | Latina-Terracina-Sezze-Priverno                | Latina                | Lazio                 |                                |                                                        |                                                                           |
| Terralba                | San Pietro                                                      | Ales-Terralba                                  | Oristano              | Sardegna              | ricostruzione dal 1821         |                                                        |                                                                           |
| Todi                    | Santa Maria Annunziata                                          | Orvieto-Todi                                   | Perugia               | Umbria                | XII-XIV secolo                 | Basilica minore                                        |                                                                           |
| Troia                   | Maria Santissima Assunta                                        | Lucera-Troia                                   | Foggia                | Puglia                |                                | Basilica minore                                        |                                                                           |
| Tropea                  | Maria Santissima di Romania                                     | Mileto-Nicotera-Tropea                         | Vibo Valentia         | Calabria              |                                |                                                        |                                                                           |
| Tuscania                | San Giacomo                                                     | Viterbo                                        | Viterbo               | Lazio                 |                                |                                                        |                                                                           |
| Urbania                 | San Cristoforo Martire                                          | Urbino-Urbania-Sant'Angelo in Vado             | Pesaro e Urbino       | Marche                |                                |                                                        |                                                                           |
| Vasto                   | San Giuseppe                                                    | Chieti-Vasto                                   | Chieti                | Abruzzo               | dal XIII secolo                |                                                        |                                                                           |
| Venafro                 | Santa Maria Assunta                                             | Isernia-Venafro                                | Isernia               | Molise                | dal V secolo                   |                                                        | Esterno della Concattedrale di Santa Maria Assunta in Cielo e Porta Santa |
| Venosa                  | Sant'Andrea                                                     | Melfi-Rapolla-Venosa                           | Potenza               | Basilicata            |                                |                                                        |                                                                           |
| Veroli                  | Sant'Andrea Apostolo                                            | Frosinone-Veroli-Ferentino                     | Frosinone             | Lazio                 |                                |                                                        |                                                                           |
| Vieste                  | Maria Santissima Assunta in cielo                               | Manfredonia-Vieste-San Giovanni Rotondo        | Foggia                | Puglia                | dall'XI secolo                 | Basilica minore                                        |                                                                           |

#### Ex cattedrali
Si contano 43 ex cattedrali:
| Città                   | Cattedrale                                                | Diocesi                                 | Provincia             | Regione               | Costruzione | Note                                     | Immagine              |
| ----------------------- | --------------------------------------------------------- | --------------------------------------- | --------------------- | --------------------- | --- | ---------------------------------------- | --------------------- |
| Aquileia                | Santa Maria Assunta in Cielo e Santi Ermagora e Fortunato | Gorizia                                 | Udine                 | Friuli-Venezia Giulia | consacrazione 1131 | Basilica minore, Patrimonio dell'umanità |                       |
| Asola                   | Sant'Andrea                                               | Mantova                                 | Mantova               | Lombardia             | |                                          |                       |
| Bagnoregio              | San Donato                                                | Viterbo                                 | Viterbo               | Lazio                 | |                                          |                       |
| Barletta                | Concattedrale di Santa Maria di Nazareth                  | Arcidiocesi di Trani-Barletta-Bisceglie | Barletta-Andria-Trani | Puglia                | |                                          |                       |
| Belcastro               | San Michele Arcangelo                                     | Crotone-Santa Severina                  | Catanzaro             | Calabria              | |                                          |                       |
| Bevagna                 | San Michele Arcangelo                                     | Foligno                                 | Perugia               | Umbria                | |                                          |                       |
| Bitetto                 | Cattedrale di San Michele Arcangelo (Bitetto)             | Arcidiocesi di Bari-Bitonto             | Bari                  | Puglia                | |                                          |                       |
| Bosa                    | Chiesa di San Pietro                                      | Bosa                                    | Oristano              | Sardegna              | |                                          |                       |
| Brescello               | Santa Maria Nascente                                      | Reggio Emilia-Guastalla                 | Reggio nell'Emilia    | Emilia-Romagna        | |                                          |                       |
| Caorle                  | Santo Stefano                                             | Venezia                                 | Venezia               | Veneto                | 1038 |                                          |                       |
| Capri                   | Santo Stefano                                             | Sorrento-Castellammare di Stabia        | Napoli                | Campania              | |                                          |                       |
| Cerenzia                | San Teodoro                                               | Crotone-Santa Severina                  | Crotone               | Calabria              | |                                          |                       |
| Cerveteri               | Santa Maria Maggiore                                      | Porto-Santa Rufina                      | Roma                  | Lazio                 | |                                          |                       |
| Fondi                   | San Pietro Apostolo                                       | Gaeta                                   | Latina                | Lazio                 | |                                          |                       |
| Cingoli                 | Santa Maria Assunta                                       | Macerata                                | Macerata              | Marche                | |                                          |                       |
| Formia                  | Sant'Erasmo                                               | Gaeta                                   | Latina                | Lazio                 | |                                          |                       |
| Gradisca d'Isonzo       | Santi Pietro e Paolo                                      | Gorizia                                 | Gorizia               | Friuli-Venezia Giulia | |                                          |                       |
| Grado                   | Sant'Eufemia                                              | Gorizia                                 | Gorizia               | Friuli-Venezia Giulia | restauro 580 | Basilica minore                          |                       |
| Isola di Capo Rizzuto   | Santa Maria Assunta                                       | Crotone-Santa Severina                  | Crotone               | Calabria              | |                                          |                       |
| Macerata                | San Giuliano                                              | Macerata                                | Macerata              | Marche                | |                                          |                       |
| Martirano               | Santa Maria Assunta                                       | Lamezia Terme                           | Catanzaro             | Calabria              | |                                          |                       |
| Minturno                | San Pietro Apostolo                                       | Gaeta                                   | Latina                | Lazio                 | |                                          |                       |
| Molfetta                | San Corrado di Baviera                                    | Molfetta-Ruvo-Giovinazzo-Terlizzi       | Bari                  | Puglia                | |                                          | Duomo di San Corrado1 |
| Montefiascone           | Santa Margherita d'Antiochia                              | Viterbo                                 | Viterbo               | Lazio                 | | Basilica minore                          |                       |
| Mottola                 | Santa Maria Assunta                                       | Castellaneta                            | Taranto               | Puglia                | Costruita intorno all'XI secolo, completata nella forma attuale nel 1507. Restaurata dal 2015 al 2017 e riconsacrata il 3 dicembre 2017. | Il campanile è monumento nazionale.      |                       |
| Ottana                  | San Nicola                                                | Nuoro                                   | Nuoro                 | Sardegna              | restauro 1160 |                                          |                       |
| Ravello                 | Santa Maria Assunta e San Pantaleone                      | Amalfi-Cava de' Tirreni                 | Salerno               | Campania              | dall'XI secolo | Basilica minore                          |                       |
| Recanati                | San Flaviano                                              | Macerata                                | Macerata              | Marche                | | Basilica minore                          |                       |
| Sala Consilina          | San Pietro                                                | Amalfi-Cava de' Tirreni                 | Salerno               | Campania              | |                                          |                       |
| San Benedetto dei Marsi | Santa Sabina                                              | Avezzano                                | L'Aquila              | Abruzzo               | V-VI secolo |                                          |                       |
| Santa Giusta            | Santa Giusta                                              | Oristano                                | Oristano              | Sardegna              | consacrazione 1145 |                                          |                       |
| Scala                   | San Lorenzo                                               | Amalfi-Cava de' Tirreni                 | Salerno               | Campania              | |                                          |                       |
| Scandale                | San Leone                                                 | Crotone-Santa Severina                  | Crotone               | Calabria              | |                                          |                       |
| Spello                  | Santa Maria Maggiore                                      | Foligno                                 | Perugia               | Umbria                | |                                          |                       |
| Strongoli               | Santi Pietro e Paolo                                      | Crotone-Santa Severina                  | Crotone               | Calabria              | |                                          |                       |
| Suelli                  | San Pietro                                                | Cagliari                                | Cagliari              | Sardegna              | | dal XIII secolo                          |                       |
| Tolentino               | San Nicola di Tolentino                                   | Macerata                                | Macerata              | Marche                | | Basilica minore                          |                       |
| Tolentino               | San Catervo                                               | Macerata                                | Macerata              | Marche                | | Basilica minore                          |                       |
| Treia                   | Santissima Annunziata                                     | Macerata                                | Macerata              | Marche                | |                                          |                       |
| Torcello                | Santa Maria Assunta                                       | Venezia                                 | Venezia               | Veneto                | dal 1008 | Basilica minore, Patrimonio dell'umanità |                       |
| Trevi                   | Sant'Emiliano                                             | Perugia-Città della Pieve               | Perugia               | Umbria                | |                                          |                       |
| Trevico                 | Santa Maria Assunta                                       | Ariano Irpino-Lacedonia                 | Avellino              | Campania              | dal V-VI secolo |                                          |                       |
| Umbriatico              | San Donato Vescovo                                        | Crotone-Santa Severina                  | Crotone               | Calabria              | |                                          |                       |
| Venezia                 | San Pietro di Castello                                    | Venezia                                 | Venezia               | Veneto                | dal VII secolo | Basilica minore, Patrimonio dell'umanità |                       |
| Vico Equense            | Santissima Annunziata                                     | Sorrento-Castellammare di Stabia        | Napoli                | Campania              | dal 1320 |                                          |                       |

### Chiesa ortodossa
| Città   | Cattedrale                                                            | Chiesa                 | Diocesi                                | Costruzione | Note                     | Immagine |
| ------- | --------------------------------------------------------------------- | ---------------------- | -------------------------------------- | ----------- | ------------------------ | -------- |
| Venezia | San Giorgio dei Greci                                                 | Chiesa greco-ortodossa | Arcidiocesi ortodossa d'Italia e Malta | dal 1539    | Patrimonio dell'umanità  |          |
| Rimini  | Ingresso al tempio della Santissima Madre di Dio e San Nicola di Mira | Chiesa greco-ortodossa | Arcidiocesi ortodossa d'Italia e Malta |             | Cattedrale di San Marino |          |